# Оно Сан Пјетро
Оно Сан Пјетро (итал. Ono San Pietro) је насеље у Италији у округу Бреша, региону Ломбардија.
Према процени из 2011. у насељу је живело 990 становника. Насеље се налази на надморској висини од 499 м.

## Становништво
Према резултатима пописа становништва 2011. у општини је живело 1.002 становника.
| 1951. | 1961. | 1971. | 1981. | 1991. | 2001. | 2011. |
| ----- | ----- | ----- | ----- | ----- | ----- | ----- |
| 703   | 747   | 843   | 895   | 892   | 933   | 1.002 |